# Estadi Ahmed Bsiri
L'Estadi Ahmed Bsiri és un estadi esportiu de la ciutat de Bizerta, a Tunísia.
Té una capacitat per a 2.000 espectadors. Fou la seu del Club Athlétique Bizertin fins a l'any 1985, quan es traslladà a l'Estadi 15 d'Octubre. Va ser una de les seus de la Copa d'Àfrica de Nacions 1965.